# HD 173791
HD 173791，又名CD-4512779，SAO 229306、HR 7065，是一颗恒星，视星等为5.81，位于銀經350.33，銀緯-18.76，其B1900.0坐标为赤經18h 42m 4.2s，赤緯-45° -18.76′ 20″。